# Jind (stad)
Jind is een nagar panchayat (plaats) in het gelijknamige district Jind van de Indiase staat Haryana. 

## Demografie
Volgens de Indiase volkstelling van 2001 wonen er 136.089 mensen in Jind, waarvan 54% mannelijk en 46% vrouwelijk is. De plaats heeft een alfabetiseringsgraad van 69%. 